# Iãnoma
El iãnoma és uns llengua ianomami parlada per un dels pobles ianomami a la part més meridional de l'estat de Roraima, Brasil. Se'n va informar per primera vegada a Ferreira et al. (2019). El iãnoma es parla a la vall baixa del riu Catrimani i a la comunitat de Rasasi, a prop de la missió Catrimani, per un total estimat de 178 persones.

## Comparació lèxica
Comparació lèxica del iãnoma amb altres llengües ianomami (Ferreira 2019: 107-108):
| Glossa   | Yãnoma   | Ỹaroamë  | Ninam      | Yanomam    | Yanomamɨ    | Sanöma       | Proto-Yanomami (preliminar) |
| -------- | -------- | -------- | ---------- | ---------- | ----------- | ------------ | --------------------------- |
| cérvol   | aya      | aya a    | haya       | haya a     | haya        | hasa a       | **haya                      |
| tabac    | paa ne   | pinaiki  | piinahi    | pẽe nehe   | pẽe         | piini        |                             |
| bixa     | narã xi  | narãxiki | nalãxiki   | narã xi    | nara xi kɨ  | nana a       | **narã                      |
| boca     | kahikɨ   | kãhĩkĩ   | kahiki     | pei kahikɨ | pei kahi kɨ | pilia kai    | **kahikɨ                    |
| cap      | pe he    | he       | pelehe     | pei he     | pei ke he   | pilia hee    | **he                        |
| dent     | nakɨ     | na       | naku       | pei nakɨ   | pei nakɨ    | pilia naköpö | **nakɨ                      |
| fetge    | amuku    | ãmoki    | amok       | pei amuku  | pei amo kɨ  | pilia amuku  | **amukɨ                     |
| floresta | urihi    | urihi    | ilihi      | urihi a    | urihi       | uli tä uli   | **urihi                     |
| tro      | yãrɨ     | yarũa    | yãlû       | yãrɨ a     | yãru        | sanötä       | **yãrɨ                      |
| pedra    | mama     | maama    | maama      | maama      | maã këma    | maamaa       | **mama                      |
| abella   | puna     | imorona  | kastaliana | puu na     | puu kë na   | puuna        | **puna                      |
| cranc    | kotomi i | oko      | oko        | oko a      | oko         | õko a        | **oko                       |
| pium     | ukuxi    | ukuxi    | kayõ       | ukuxi      | pareto      | potoma       | **ukuxi                     |
| carapanã | kãyo     | kaỹa     | potoma     | riõ        | ukuxi       | ukusi        |                             |
| mosca    | motote   | poroma   | rõo a      | prõo       | mõo         | motosila     |                             |